# Hundfjället
Hundfjället – szczyt w szwedzkiej części Gór Skandynawskich. Leży w zachodniej części regionu Dalarna, w gminie Malung-Sälen, w pobliżu granicy z Norwegią, niedaleko Sälen. Jest częścią ośrodka narciarskiego Tandådalen.
Często rozgrywane są tutaj zawody Pucharu Świata w narciarstwie dowolnym.